# Nanyun
Nanyun är en kommun i Myanmar.   Den ligger i regionen Sagaingregionen, i den norra delen av landet, 800 km norr om huvudstaden Naypyidaw. Antalet invånare är 78 605.